# Aeropuerto Internacional de Jacksonville
El Aeropuerto Internacional de Jacksonville (IATA: JAX, OACI: KJAX, FAA LID: JAX) (del inglés: Jacksonville International Airport)  es un aeropuerto civil militar localizado a 21 km (13 millas) al norte del Distrito Financiero Central de Jacksonville, una ciudad del condado de Duval, Florida, Estados Unidos. Es propiedad y está operado por la Autoridad de Aviación de Jacksonville.

## Operaciones

### Instalaciones

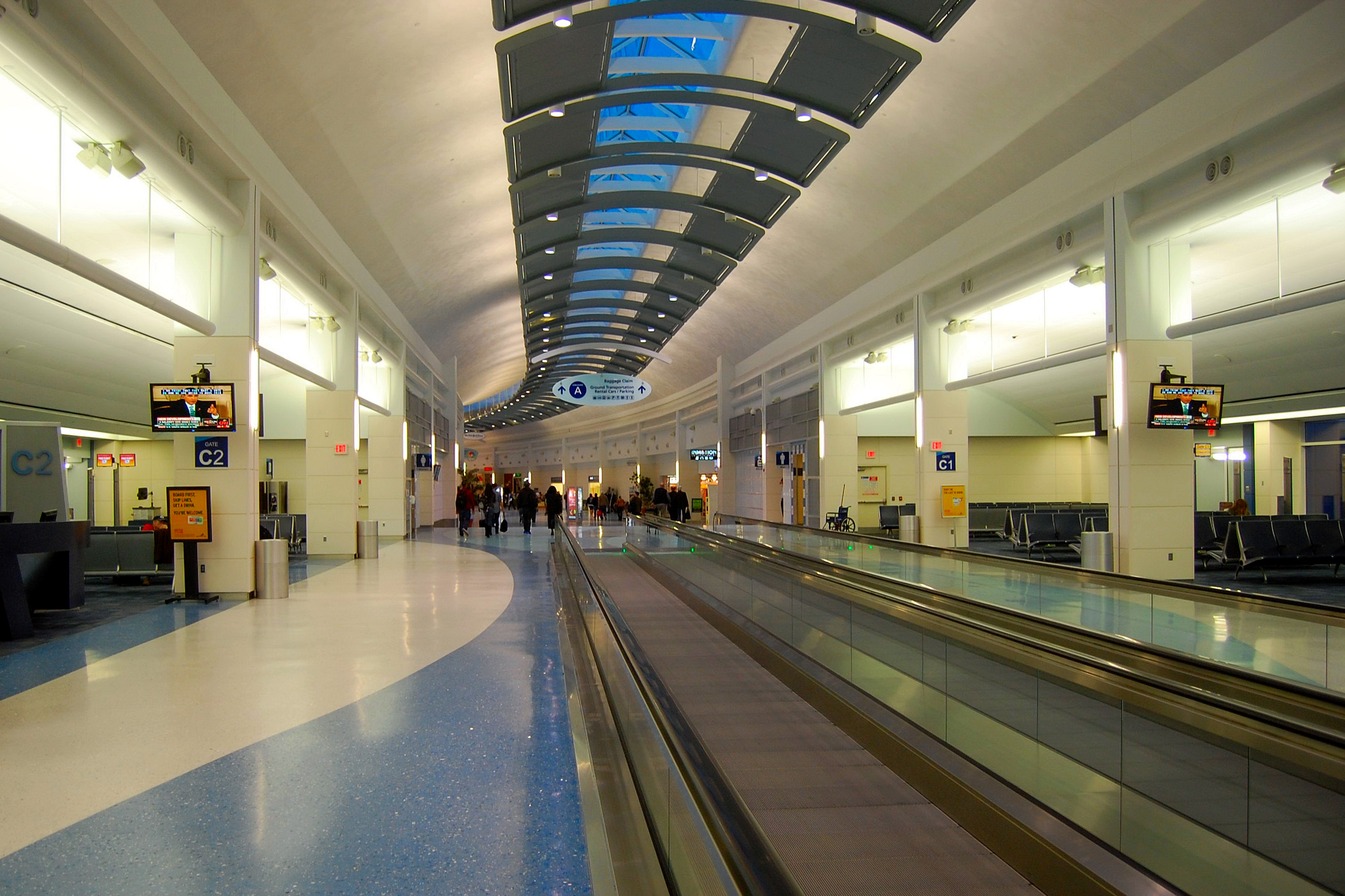
Sala C del Aeropuerto.

El aeropuerto cubre 3,201 ha (7,911 acres) y tiene dos pistas de concreto: 8/26, 3,048 x 46 m (10,000 x 150 pies) y 14/32, 2,347 x 46 m (7,701 x 150 pies). La terminal en AIJ se compone de un área de reclamo de equipaje, en el primer piso y un área de venta de boletos en el segundo piso, en la parte delantera de la estructura. Pasado el reclamo de equipaje y la emisión de boletos se encuentra el entrepiso, donde se encuentran las tiendas, los restaurantes y el control de seguridad. Más allá del entresuelo se encuentran las Salas A y C del aeropuerto, que incluyen 10 puertas cada uno (para un total de 20), junto con otras tiendas y restaurantes.
El aeropuerto también tiene un Delta Sky Club en la Sala A y un club de pasajeros de varias aerolíneas ubicado detrás del patio de comidas en la zona de embarque.
Hay tres galerías ubicadas fuera del patio principal antes del control de seguridad. Uno presenta una exhibición de arte, el segundo alberga una exhibición giratoria sobre un hito o institución del área de Jacksonville, y el tercero alberga una exhibición permanente que destaca la historia de la aviación en la región.
Las dos pistas del aeropuerto forman un patrón en "V" (con la punta de la "V" apuntando hacia el oeste). Existe un plan para construir dos pistas más, cada una paralela a una pista existente. Primero se construirá la que está junto a la pista sur existente. No se ha fijado una fecha.
En el año fiscal que finalizó en septiembre de 2016, el aeropuerto tuvo 101,575 operaciones de aeronaves, un promedio de 278 por día: 58% comerciales programados, 19% taxis aéreos, 15% aviación general y 8% militares. En agosto de 2017, había 54 aviones con base en este aeropuerto: 3 monomotores, 8 multimotores, 25 reactores y 18 militares.

## Instalaciones militares
Simultáneamente con el cierre del Aeropuerto de Imeson, el 125.º Grupo de Cazas-Interceptores (125 FIG) de la Guardia Nacional Aérea de Florida (FANG) se trasladó al Aeropuerto Internacional de Jacksonville. Los fondos de Construcción Militar (MILCON) proporcionaron para el establecimiento de la Base de la Guardia Nacional Aérea de Jacksonville en el cuadrante suroeste del aeropuerto y la colocación de equipo de detención de emergencia estilo USAF en las pistas de JAX. Actualizado de grupo a estado de ala y redesignado como 125th Fighter Wing (125 FW) a principios de la década de 1990, el ala es la unidad anfitriona de Jacksonville ANGB y opera aviones F-15C y F-15D Eagle. El 125 FW se obtiene operacionalmente mediante el Comando de Combate Aéreo (ACC).
Jacksonville ANGB es básicamente una pequeña base de la fuerza aérea, aunque sin viviendas militares, hospital militar u otra infraestructura de las principales instalaciones de la Fuerza Aérea de los Estados Unidos. La Guardia Nacional Aérea proporciona una estación de rescate de incendios de choque de la USAF totalmente equipada para aumentar el departamento de bomberos del aeropuerto para incendios estructurales en el aeropuerto y para fines de rescate y extinción de incendios de aeronaves (ARFF). La base emplea aproximadamente a 300 militares a tiempo completo (ART y AGR) y 1,000 militares a tiempo parcial que son miembros tradicionales de la Guardia Nacional Aérea.

## Aerolíneas y destinos

### Pasajeros
| Aerolíneas           | Destinos |
| -------------------- | --- |
| Air Canada Express   | Toronto–Pearson |
| Allegiant Air        | Akron/Canton, Cincinnati, Des Moines, Grand Rapids, Harrisburg, Indianápolis, Knoxville, Pittsburgh, Washington–Dulles Estacional: Belleville/St. Louis, Columbus–Rickenbacker, Flint, Nashville, Norfolk                                                       |
| American Airlines    | Charlotte, Dallas/Fort Worth, Filadelfia, Miami, Phoenix–Sky Harbor, Washington–National Estacional: Chicago–O'Hare |
| American Eagle       | Chicago–O'Hare, Filadelfia, Miami, Washington–National |
| Avelo Airlines       | New Haven, Wilmington (DE) |
| Breeze Airways       | Akron/Canton (inicia el 4 de septiembre de 2025), Hartford, Las Vegas, Los Ángeles, New Haven, Norfolk, Pittsburgh, Providence Estacional: Columbus–Glenn, Nueva Orleans, Raleigh/Durham, Richmond, San Diego, White Plains (inicia el 4 de septiembre de 2025) |
| Delta Air Lines      | Atlanta, Boston, Detroit, Mineápolis/St. Paul, Nueva York–JFK |
| Delta Connection     | Austin, Boston, Nueva York–JFK, Nueva York–LaGuardia |
| Frontier Airlines    | Atlanta, Filadelfia, San Juan Estacional: Denver |
| JetBlue Airways      | Boston, Nueva York–JFK |
| Southwest Airlines   | Austin (inicia el 2 de octubre de 2025), Baltimore, Chicago–Midway, Dallas–Love, Denver, Houston–Hobby, Kansas City, Nashville, San Luis |
| Sun Country Airlines | Estacional: Mineápolis/St. Paul |
| United Airlines      | Chicago–O'Hare, Denver, Houston–Intercontinental, Newark, Washington–Dulles |
| United Express       | Estacional: Chicago–O'Hare, Houston–Intercontinental, Newark, Washington–Dulles |

### Carga
| Aerolíneas    | Destinos                                    |
| ------------- | ------------------------------------------- |
| FedEx Express | Fort Lauderdale, Greensboro, Memphis, Tampa |
| UPS Airlines  | Albany (GA), Louisville, Miami, San Juan    |

### Destinos nacionales
Se brinda servicio a 50 ciudades dentro del país a cargo de 13 aerolíneas. 
| Destinos nacionales del Aeropuerto de Jacksonville JAX CAK ATL AUS BWI BLV BOS CLT CVG ORD MDW CLE CMH LCK DFW DAL DEN DSM DTW PHL FNT GRR BDL MDT IAH HOU IND TYS MCI LAS LAX MIA MSP BNA EWR HVN ORF MSY LGA JFK PHX PIT PVD RDU RIC SAN STL DCA IAD HPN ILG | Destinos nacionales del Aeropuerto de Jacksonville JAX CAK ATL AUS BWI BLV BOS CLT CVG ORD MDW CLE CMH LCK DFW DAL DEN DSM DTW PHL FNT GRR BDL MDT IAH HOU IND TYS MCI LAS LAX MIA MSP BNA EWR HVN ORF MSY LGA JFK PHX PIT PVD RDU RIC SAN STL DCA IAD HPN ILG | Destinos nacionales del Aeropuerto de Jacksonville JAX CAK ATL AUS BWI BLV BOS CLT CVG ORD MDW CLE CMH LCK DFW DAL DEN DSM DTW PHL FNT GRR BDL MDT IAH HOU IND TYS MCI LAS LAX MIA MSP BNA EWR HVN ORF MSY LGA JFK PHX PIT PVD RDU RIC SAN STL DCA IAD HPN ILG | Destinos nacionales del Aeropuerto de Jacksonville JAX CAK ATL AUS BWI BLV BOS CLT CVG ORD MDW CLE CMH LCK DFW DAL DEN DSM DTW PHL FNT GRR BDL MDT IAH HOU IND TYS MCI LAS LAX MIA MSP BNA EWR HVN ORF MSY LGA JFK PHX PIT PVD RDU RIC SAN STL DCA IAD HPN ILG | Destinos nacionales del Aeropuerto de Jacksonville JAX CAK ATL AUS BWI BLV BOS CLT CVG ORD MDW CLE CMH LCK DFW DAL DEN DSM DTW PHL FNT GRR BDL MDT IAH HOU IND TYS MCI LAS LAX MIA MSP BNA EWR HVN ORF MSY LGA JFK PHX PIT PVD RDU RIC SAN STL DCA IAD HPN ILG | Destinos nacionales del Aeropuerto de Jacksonville JAX CAK ATL AUS BWI BLV BOS CLT CVG ORD MDW CLE CMH LCK DFW DAL DEN DSM DTW PHL FNT GRR BDL MDT IAH HOU IND TYS MCI LAS LAX MIA MSP BNA EWR HVN ORF MSY LGA JFK PHX PIT PVD RDU RIC SAN STL DCA IAD HPN ILG | Destinos nacionales del Aeropuerto de Jacksonville JAX CAK ATL AUS BWI BLV BOS CLT CVG ORD MDW CLE CMH LCK DFW DAL DEN DSM DTW PHL FNT GRR BDL MDT IAH HOU IND TYS MCI LAS LAX MIA MSP BNA EWR HVN ORF MSY LGA JFK PHX PIT PVD RDU RIC SAN STL DCA IAD HPN ILG | Destinos nacionales del Aeropuerto de Jacksonville JAX CAK ATL AUS BWI BLV BOS CLT CVG ORD MDW CLE CMH LCK DFW DAL DEN DSM DTW PHL FNT GRR BDL MDT IAH HOU IND TYS MCI LAS LAX MIA MSP BNA EWR HVN ORF MSY LGA JFK PHX PIT PVD RDU RIC SAN STL DCA IAD HPN ILG | Destinos nacionales del Aeropuerto de Jacksonville JAX CAK ATL AUS BWI BLV BOS CLT CVG ORD MDW CLE CMH LCK DFW DAL DEN DSM DTW PHL FNT GRR BDL MDT IAH HOU IND TYS MCI LAS LAX MIA MSP BNA EWR HVN ORF MSY LGA JFK PHX PIT PVD RDU RIC SAN STL DCA IAD HPN ILG |
| Destinos | Allegiant Air | Breeze Airways | Southwest Airlines | American Airlines | Delta Air Lines | Otra | # | |
| --- | --- | --- | --- | --- | --- | --- | --- | --- |
| Akron (CAK) | • | • | | | | | 2 | |
| Atlanta (ATL) | | | | | • | Frontier Airlines | 2 | |
| Austin (AUS) | | | • | | • | | 2 | |
| Baltimore (BWI) | | | • | | | | 1 | |
| Belleville (BLV) | • | | | | | | 1 | |
| Boston (BOS) | | | | | • | JetBlue Airways | 2 | |
| Charlotte (CLT) | | | | • | | | 1 | |
| Chicago (ORD) | | | | • | | United Airlines | 2 | |
| Chicago (MDW) | | | • | | | | 1 | |
| Cincinnati (CVG) | • | | | | | | 1 | |
| Cleveland (CLE) | | | | | | Frontier Airlines | 1 | |
| Columbus (LCK) | • | | | | | | 1 | |
| Columbus (CMH) | | • | | | | | 1 | |
| Dallas (DFW) | | | | • | | | 1 | |
| Dallas (DAL) | | | • | | | | 1 | |
| Denver (DEN) | | | • | | | Frontier Airlines / United Airlines | 3 | |
| Des Moines (DSM) | • | | | | | | 1 | |
| Detroit (DTW) | | | | | • | | 1 | |
| Filadelfia (PHL) | | | | • | | Frontier Airlines | 2 | |
| Flint (FNT) | • | | | | | | 1 | |
| Grand Rapids (GRR) | • | | | | | | 1 | |
| Harrisburg (MDT) | • | | | | | | 1 | |
| Hartford (BDL) | | • | | | | | 1 | |
| Houston (IAH) | | | | | | United Airlines | 1 | |
| Houston (HOU) | | | • | | | | 1 | |
| Indianápolis (IND) | • | | | | | | 1 | |
| Kansas City (MCI) | | | • | | | | 1 | |
| Knoxville (TYS) | • | | | | | | 1 | |
| Las Vegas (LAS) | | • | | | | | 1 | |
| Los Ángeles (LAX) | | • | | | | | 1 | |
| Miami (MIA) | | | | • | | | 1 | |
| Mineápolis (MSP) | | | | | • | Sun Country Airlines | 2 | |
| Nashville (BNA) | • | | • | | | | 2 | |
| Newark (EWR) | | | | | | United Airlines | 1 | |
| New Haven (HVN) | | • | | | | Avelo Airlines | 2 | |
| Norfolk (ORF) | • | • | | | | | 2 | |
| Nueva Orleans (MSY) | | • | | | | | 1 | |
| Nueva York (LGA) | | | | | • | | 1 | |
| Nueva York (JFK) | | | | | • | JetBlue Airways | 2 | |
| Phoenix (PHX) | | | | • | | | 1 | |
| Pittsburgh (PIT) | • | • | | | | | 2 | |
| Providence (PVD) | | • | | | | | 1 | |
| Raleigh (RDU) | | • | | | | | 1 | |
| Richmond (RIC) | | • | | | | | 1 | |
| San Diego (CMH) | | • | | | | | 1 | |
| San Luis (STL) | | | • | | | | 1 | |
| Washington (DCA) | | | | • | | | 1 | |
| Washington (IAD) | • | | | | | United Express | 2 | |
| White Plains (HPN) | | • | | | | | 1 | |
| Wilmington (ILG) | | | | | | Avelo Airlines | 1 | |
| Total | 14 | 14 | 9 | 7 | 7 | 14 | 50 | |

### Destinos internacionales
Se ofrece servicio a 2 destinos internacionales, a cargo de 2 aerolíneas.
| Ciudad                                    | Nombre del aeropuerto                     | Aerolíneas         |              |              |              |
| Norteamérica                              | Norteamérica                              | Norteamérica       | Norteamérica | Norteamérica | Norteamérica |
| ----------------------------------------- | ----------------------------------------- | ------------------ | ------------ | ------------ | ------------ |
| Canadá (1 destino, 1 aerolínea)           |                                           |                    |              |              |              |
| Toronto                                   | Aeropuerto Internacional Toronto Pearson  | Air Canada Express |              |              |              |
| El Caribe                                 |                                           |                    |              |              |              |
| Puerto Rico (1 destino, 1 aerolínea)      |                                           |                    |              |              |              |
| San Juan                                  | Aeropuerto Internacional Luis Muñoz Marín | Frontier Airlines  |              |              |              |
| Total: 2 destinos, 2 países, 2 aerolíneas |                                           |                    |              |              |              |

## Estadísticas

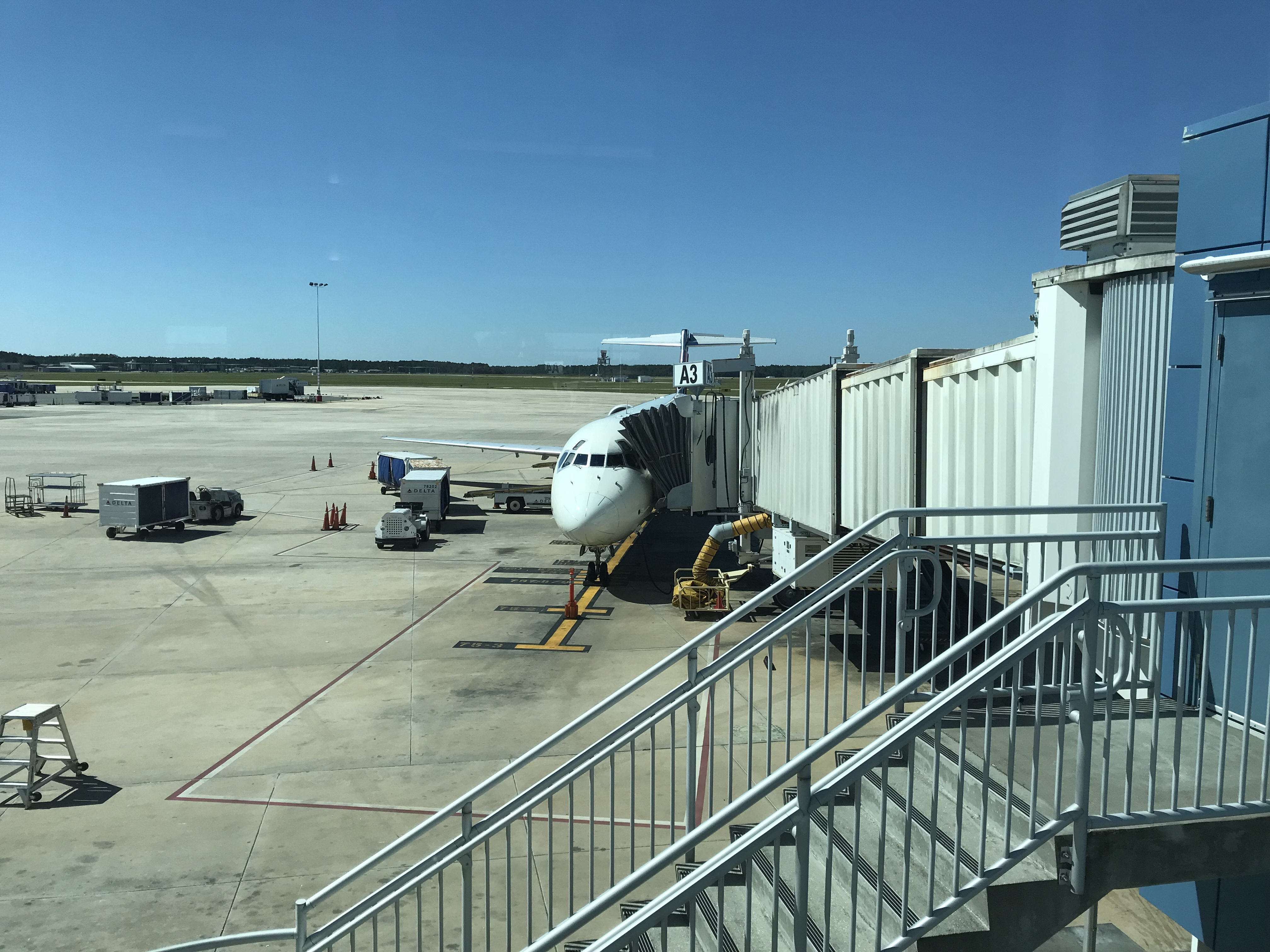
Puerta A3 del aeropuerto.

### Rutas más transitadas
| Número | Ciudad                        | Pasajeros | Aerolínea                                            |
| ------ | ----------------------------- | --------- | ---------------------------------------------------- |
| 1      | Atlanta, Georgia              | 730,000   | Delta Air Lines, Southwest Airlines                  |
| 2      | Charlotte, Carolina del Norte | 329,000   | American Airlines, American Eagle                    |
| 3      | Dallas, Texas                 | 283,000   | American Airlines                                    |
| 4      | Nueva York, Nueva York        | 183,000   | Delta Connection, JetBlue Airways                    |
| 5      | Baltimore, Maryland           | 171,000   | Southwest Airlines                                   |
| 6      | Filadelfia, Pensilvania       | 169,000   | American Airlines, American Eagle, Frontier Airlines |
| 7      | Miami, Florida                | 160,000   | American Airlines, American Eagle                    |
| 8      | Newark, Nueva Jersey          | 156,000   | JetBlue Airways, United Airlines, United Express     |
| 9      | Chicago, Illinois             | 146,000   | American Eagle, United Airlines, United Express      |
| 10     | Washington D. C.              | 131,000   | American Airlines, American Eagle                    |

### Tráfico anual
| Año fiscal | Pasajeros |
| ---------- | --------- |
| 2017/2018  | 6,221,827 |
| 2018/2019  | 7,073,228 |
| 2019/2020  | 3,960,498 |
| 2020/2021  | 4,162,825 |
| 2021/2022  | 6,387,924 |
| 2022/2023  | 7,306,171 |
| 2023/2024  |           |

## Aeropuertos cercanos
Los aeropuertos más cercanos son:
- Aeropuerto Internacional de Daytona Beach (81km)
- Aeropuerto de Lakeland (86km)
- Aeropuerto Internacional de Orlando-Melbourne (87km)
- Aeropuerto Internacional de Tampa (124km)
- Aeropuerto Internacional de San Petersburgo-Clearwater (150km)